# Lac du Bourget dans la peinture
Les peintres du lac du Bourget recense les artistes-peintres  de styles divers qui ont été inspirés dans leur peinture par  le lac du Bourget, entouré des montagnes du mont Revard, de la Dent du Chat.

## Peintres ayant peint le Lac du Bourget

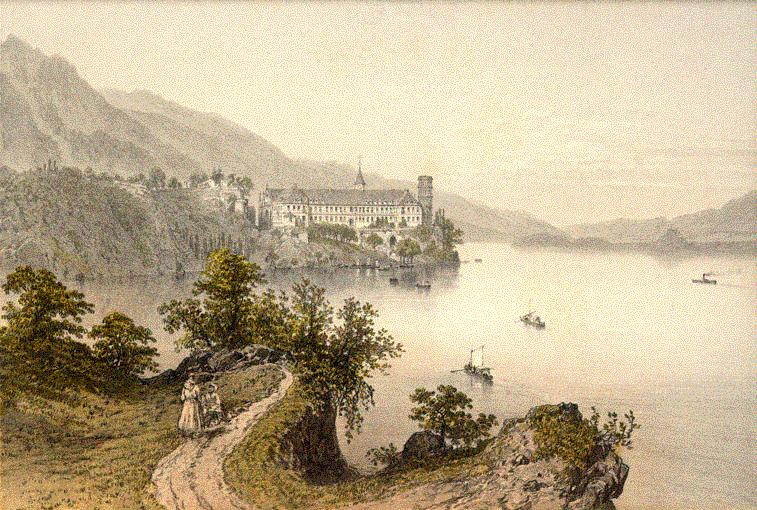
L'abbaye d'Hautecombe d'après une gravure de 1860.

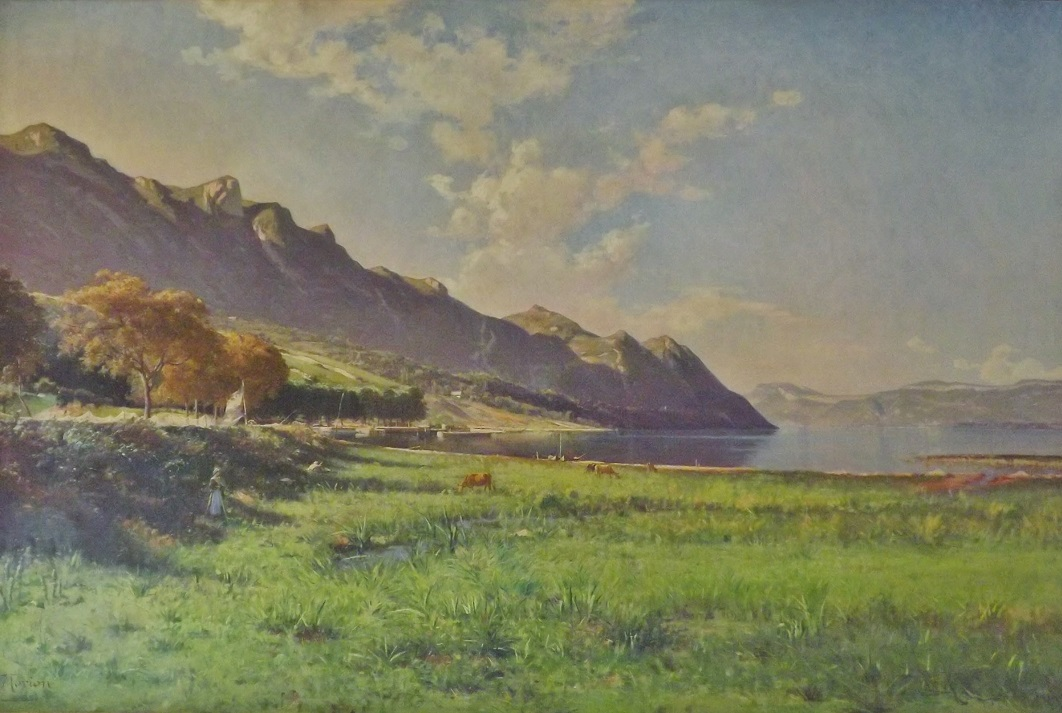
Fin d'été en Savoie, au Bourget-du-Lac, par Jacques Morion à la fin du XIXe siècle.

- Joseph Communal- (1876-1962),Lac du Bourget à Tresserve,Chataigniers au Lac du Bourget,Marais aux bords du Lac du   Bourget,Automne à la Baie de Grésine, collection privée ;
- Adolphe Appian - (1818-1898), Bords du lac du Bourget ;
- William Baptiste Baird - (1847-1917) ;
- Charles Bertier - (1860-1924)  ;
- Alfred Boucher - (1850-1934) Paysage du lac du Bourget, au Musée des beaux-arts de Troyes ;
- Jean Marius Bugnard - (1880-1947) Vue du lac du Bourget, au Musée des beaux-arts de Chambéry ;
- Charles Cuzin - (1907-?) ;
- François Desebbe - (1876-1968) Le Mont du Chat et La Chambotte, au Musée des beaux-arts de Chambéry  ;
- Prosper Dunant - (1790-1878)  ;
- Charles Emile Auguste Durand - (1838-1917) Les pommiers (avec vue sur le lac), Musée d'Orsay à Paris  ;
- Antoine Excoffon Paysage sous Bourdeau, au Musée des beaux-arts de Chambéry  ;
- Nicolas Victor Fonville - (1805-1856)  Vue d'Aix-les-Bains et 12 lithographies Souvenirs d'Aix-les-Bains - Savoie ;
- Henri Foreau - (1866-1938)  ;
- Louis-Eugène Ginain - (1818-1886), Vue du Lac du Bourget et de l'Abbaye d'Hautecombe, au Musée des beaux-arts de Chambéry ;
- Jacques Morion - (1863-1904), Fin d'été en Savoie, rive sud du lac au Bourget-du-Lac, à la fin du XIXe siècle ;
- Louis Hodoul ;
- Mario Martin ;
- Laurence Millet-Laubies - (1877-1962), La pointe de l'Épine et le Bourget, au Musée des beaux-arts de Chambéry ;
- Joseph Massotti ;
- Danie Moulin ;
- Jean Reignier - (1861-1948), Pont en pierre : début de la route de Corsuet animée, au Musée des beaux-arts de Chambéry  ;
- Serge Santarelli Bateaux sur le lac (vue depuis Aix-les-bains), collection privée, Orage sur le lac du Bourget, collection privée ;
- Claude Sargue - Le lac du Bourget, Coucher de soleil sur le lac du Bourget et Soleil levant, Collection ALNA ;
- Frédéric Sauvignier - (1864-1950), Vue du lac du Bourget face à la Chambotte, au Musée des beaux-arts de Chambéry  ;
- Roger Terrier - (1917-1945) ;
- Constant Rey-Millet - (1905-1959) ;
- Julien Bouvier - (1913-1973) " lac du Bourget" au Musée Faure à Aix les Bains.